# Hiroshi Yoshida
Hiroshi Yoshida (jap. 吉田 弘 Yoshida Hiroshi; ur. 11 lutego 1958) – były japoński piłkarz, reprezentant kraju.

## Kariera klubowa
Od 1980 do 1990 roku występował w klubie Furukawa Electric.

## Kariera reprezentacyjna
W reprezentacji Japonii zadebiutował w 1981. W reprezentacji Japonii występował w latach 1981–1983. W sumie w reprezentacji wystąpił w 9 spotkaniach.

## Statystyki
| Reprezentacja Japonii | Reprezentacja Japonii | Reprezentacja Japonii |
| Rok                   | Mecze                 | Gole                  |
| --------------------- | --------------------- | --------------------- |
| 1981                  | 6                     | 1                     |
| 1982                  | 1                     | 0                     |
| 1983                  | 2                     | 0                     |
| Razem                 | 9                     | 1                     |